# Pauline Cushman
Pauline Cushman (nacida Harriet Wood; 10 de junio de 1833-diciembre de 1893) fue una actriz estadounidense y espía para el Ejército de la Unión durante la Guerra de Secesión. Es considerada una de los espías de la guerra civil más exitosos.

## Primeros años
Harriet Wood nació en Nueva Orleans, Luisiana, el 10 de junio de 1833, hija de un comerciante español y una francesa (hija de uno de los soldados de Napoleón Bonaparte). Harriet y su hermano William fueron criados en Grands Rapids, Míchigan. Los padres se mudaron allí para establecer un puesto comercial con los nativos americanos. En 1862, Harriet hizo su debut sobre el escenario en Louisville, Kentucky, una ciudad entonces ocupada por la Unión. Más tarde, viajó a Nueva York donde tomó el nombre artístico de Pauline Cushman. A lo largo de su vida, Cushman estuvo casada sucesivamente con August Fichtner, Charles C. Dickinson y Jere Fryer. Tuvo tres hijos: Charles, Ida, y una hija adoptada, Emma.

## Carrera como espía

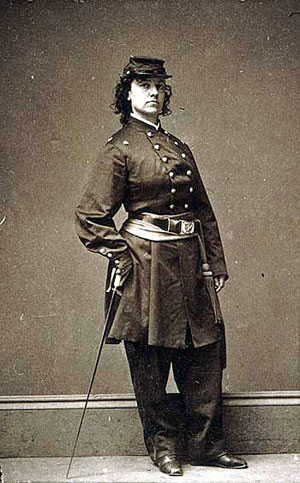
Fotografía por Mathew Brady de Cushman en uniforme

Después de una actuación en el norte, Cushman fue pagada por dos hombres locales confederados para que brindara por el presidente de la Confederación Jefferson Davis después de uno de sus actos. El teatro la forzó a desestimarlo, pero ella tenía otras ideas. Había decidido congraciarse con los confederados haciendo el brindis, mientras ofrecía sus servicios a la Unión como espía. 
Confraternizando con comandantes militares rebeldes, lograba esconder planes de batalla y dibujos en sus zapatos, pero fue atrapada dos veces en 1864 y presentada ante el  general confederado Braxton Bragg, juzgada ante un tribunal militar, y sentenciada a muerte en la horca. Aunque se encontraba enferma, ella actuó exagerando los síntomas y los confederados aplazaron la ejecución hasta su recuperación. Cushman se libró por la invasión de la zona por tropas de la Unión. También fue herida dos veces.
Algunos informes aseguran que regresó al sur como espía, vestida con uniforme masculino. Le fue otorgado el título de 'mayor' por el general James A. Garfield, y fue nombrada 'mayor honorario' por el presidente Abraham Lincoln por su servicio a la causa federal, siendo conocida como "señorita Pauline 'Mayor' Cushman." Al término de la guerra en 1865, recorrió el país dando conferencias sobre sus proezas como espía.

## Últimos años

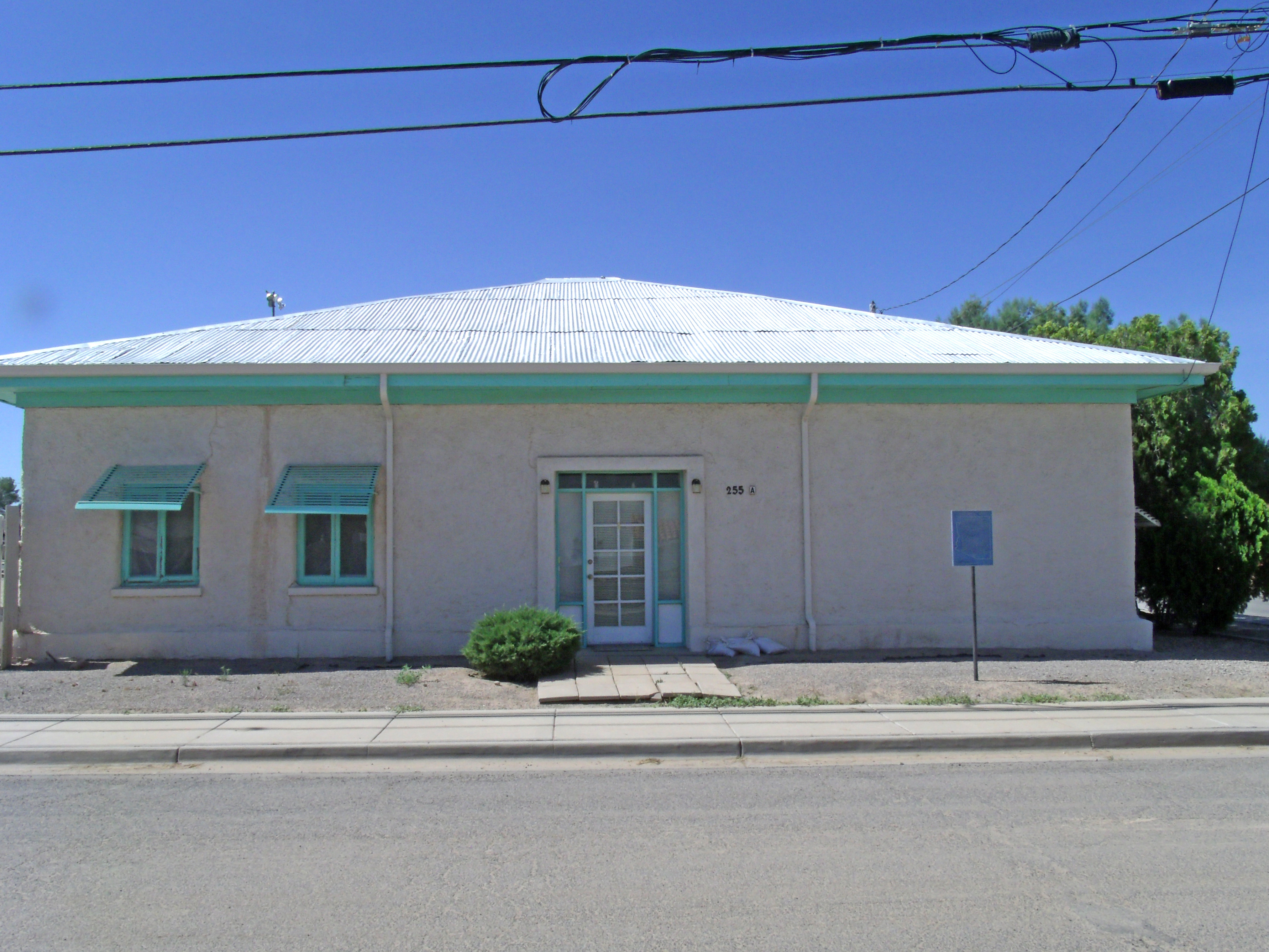
El Walker-Oury House, localizado en 255 Ruggles St. En Florence, Territorio de Arizona, donde Pauline Cushman residió con Jere Fryer.

Dado que sus actividades para el gobierno fueron secretas, hay una carencia de información contrastada sobre su vida en esta época. Después de la guerra, aun así, empezó una gira explicando sus experiencias como espía de la Unión luciendo uniforme, en el espectáculo de P. T. Barnum. En 1865, un amigo, Ferdinand Sarmiento, escribió una biografía exagerada titulada La Vida de Pauline Cushman: La celebrada espía y exploradora de la Unión, detallando su historia temprana, su entrada en las notas del servicio secreto, y memorandos.
Perdió a su hijo por enfermedad en 1868, y se casó otra vez en 1872 en San Francisco, pero enviudó al año. Las fuentes afirman que en 1879 conoció a Jere Fryer, y se trasladaron a Casa Grande, Territorio de Arizona, donde se  casaron y abrieron un hotel y caballeriza. Jere Fryer fue nombrado sheriff del condado de Pinal. Una hija adoptada, Emma, también murió, y los Fryer se separaron en 1890. 
En 1892, vivía en la pobreza en El Paso, Texas. Había solicitado una pensión retribuida en base al servicio militar de su primer marido, recibiendo la cantidad de $12 mensuales desde junio de 1893. Su último año lo pasó en una pensión en San Francisco, trabajando como costurera y mujer de la limpieza. Incapacitada por los efectos del reumatismo y la artritis, desarrolló una adicción a los analgésicos, y en la noche del 2 de diciembre de 1893 tomó a propósito una sobredosis de morfina. Fue encontrada a la mañana siguiente por su casera.

## Muerte y legado

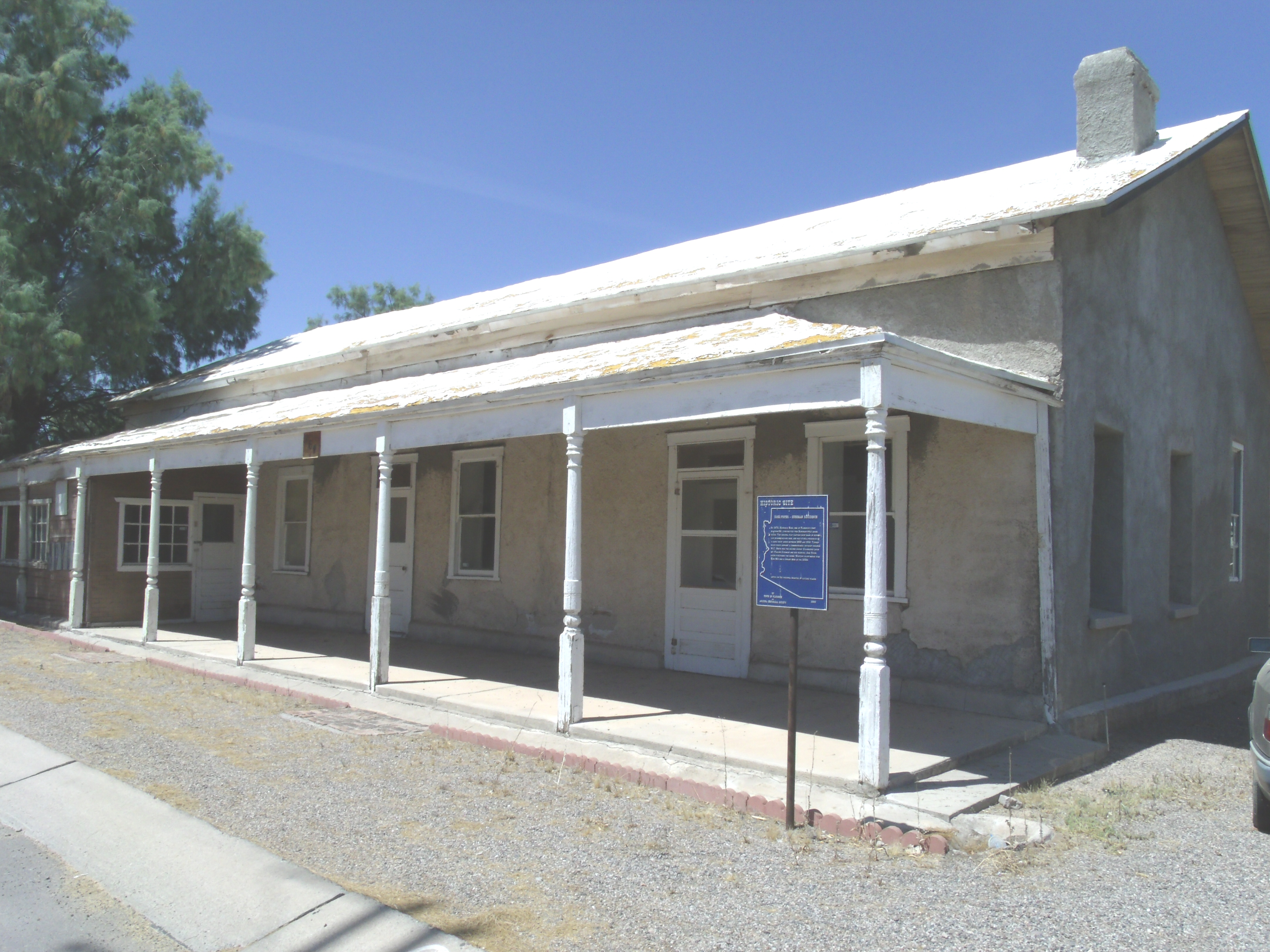
Pauline Cushman y su marido, Jere Fryer, adquirieron esta casa localizada en 364 North Grand Street en Florence, Territorio de Arizona.

Pauline Fryer murió a la edad de sesenta años. El tiempo de su fama durante la Guerra de Secesión fue recordado en su funeral, el cual fue organizado por miembros del Gran Ejército de la República; Cushman fue enterrada con honores militares plenos. La "Mayor" Cushman descansa en el círculo de oficiales del Presidio's National Cemetery. Su lápida sencilla reconoce su contribución a la victoria de la Unión. En ella se lee, "Pauline C. Fryer, Union Spy."
Paula Raymond fue elegida en 1964 para interpretar a Pauline Cushman en el episodio "The Wooing of Perilous Pauline" de la serie western, Death Valley Days. En el capítulo, ambientado en Casa Grande, la enérgica señorita Cushman regenta un saloon, y es cortejada por su futuro marido, Jere Fryer (Ray Danton), quién hace una apuesta con un amigo de que la podrá convencer de casarse con él en una semana. Fryer más tarde se convierte en sheriff.
La serie televisiva Rawhide también presentó un episodio con Pauline Cushman como el personaje central.

### Libros
- Christen, William (2006). Pauline Cushman: Spy of the Cumberland. Edinborough Press. 2006. ISBN 978-1-889020-11-2. OCLC 60454827.

- Life of Pauline Cushman, the Celebrated Union Spy and Scout: Comprising Her Early History, Her Entry into the Secret Service of the Army of the Cumberland, and Exciting Adventures with the Rebel Chieftains and Others While Within the Enemy's Lines ... the Whole Carefully Prepared from Her Notes and Memoranda. John E. Potter. 1865. OCLC 50384124.

### Artículos
- Herringshaw, Thomas William. 1909. "Cushman, Pauline". Herringshaw  Biblioteca Nacional de Biografía americana: Contiene Treinta y cinco mil Biografías del Reconoció Dirigentes de Vida y Pensado de los Estados Unidos; Ilustrado con Tres mil Vignette Retratos.